# Șeica Mare
Șeica Mare é uma comuna romena localizada no distrito de Sibiu, na região histórica da Transilvânia. A comuna possui uma área de 120.24 km² e sua população era de 4914 habitantes segundo o censo de 2007.